# Кеббі Мусокотване
Кеббі Сіліо Камбулу Мусокотване (англ. Kebby Silio Kambulu Musokotwane; 5 травня 1946 — 11 лютого 1996) — замбійський політик, прем'єр-міністр країни від 1985 до 1989 року.

## Життєпис
1971 року закінчив Університет Замбії. До та під час навчання працював шкільним учителем, а після здобуття освіти став викладачем університету.
1973 року отримав депутатський мандат. 1977 року отримав пост в уряді, зайнявши посаду міністра водних і природних ресурсів. Потім обіймав посади міністрів молоді та спорту, фінансів і технічного співробітництва, загальної освіти та розвитку. 1984 року очолив раду правління Африканського банку розвитку.

У квітні 1985 року очолив національний уряд. У січні травні 1987 також був міністром фінансів. Був членом ЦК Об'єднаної національної незалежної партії та одним з найближчих соратників президента Кеннета Каунди. Від липня 1989 року був верховним комісаром Замбії в Канаді й Кубі.
1993 року визнав, що радикальне крило його партії брало участь у змові з метою повалення уряду Фредерика Чілуби.